# Desinversió
Desinversió o alienació fa referència a la reducció d'algun tipus d'actiu per part d'una firma, ja sigui per motius financers, ètics o per a la venda d'un negoci existent. Una desinversió és l'oposat a una inversió. La desinversió és un canvi adaptatiu i un ajust de la propietat i la cartera de negocis d'una empresa fet per afrontar canvis interns i externs.
La major i potser més famosa desinversió corporativa en la història va ser la divisió dictaminada pel Departament de Justícia dels Estats Units el 1984 del Bell System a AT&T i les set Baby Bells (Companyies Operatives Regionals Bell, independents les unes de les altres).

## Motius
Les firmes poden tenir diversos motius per fer desinversions:
- Una companyia pot desinvertir (vendre) negocis que no són part de les operacions principals, per poder enfocar-se en el que fa millor. Aquest va ser el cas d'IBM, que va alienar a Lenovo el 2005 les seves operacions relacionades amb el desenvolupament, la manufactura i la venda de PCs per tal d'enfocar-se en el negoci dels servidors. De la mateixa manera, Eastman Kodak, Ford Motor Company i moltes altres companyies han venut diverses divisions que no estaven directament relacionats amb els seus negocis principals.
- Un segon motiu per a la desinversió és obtenir fons. Les desinversions generen fons per a la signatura que la realitza perquè ven un dels seus negocis a canvi d'efectiu. Per exemple, CSX Corporation va fer desinversions per centrar-se en el seu negoci principal de ferrocarrils i també per aconseguir fons per cancel·lar alguns dels seus deutes existents.
- Un tercer motiu per desinvertir és que es pensi que el valor de la divisió d'una signatura sigui més gran que el valor de la signatura com un total. En aquesta situació, la suma del valor de la liquidació dels béns individuals d'una companyia excedeix el valor de mercat dels béns combinats de la companyia, cosa que incentiva la companyia a vendre allò que valdria més sent liquidat que retingut.